# Jeppe Kofod
Jeppe Sebastian Kofod (ur. 14 marca 1974 w Kopenhadze) – duński polityk, działacz partyjny, deputowany krajowy, poseł do Parlamentu Europejskiego VIII kadencji, w latach 2019–2022 minister spraw zagranicznych.

## Życiorys
W 2004 ukończył studia z zakresu nauk społecznych na Uniwersytecie w Roskilde. Był stypendystą Programu Fulbrighta. W 2007 na Uniwersytecie Harvarda uzyskał dyplom MPA. Pracował krótko jako nauczyciel, zaangażował się w działalność partyjną w ramach duńskich socjaldemokratów. W 1998 po raz pierwszy został wybrany na posła do Folketingetu z okręgu wyborczego Bornholm. Mandat deputowanego ponownie uzyskiwał w 2001, 2005, 2007 i 2011. Był m.in. wiceprzewodniczącym delegacji do Zgromadzenia Parlamentarnego NATO, przewodniczącym Komisji Spraw Zagranicznych, wiceprzewodniczącym parlamentarnej frakcji socjaldemokratów. W 2008 zrezygnował z funkcji partyjnych, gdy ujawniono, że po spotkaniu zorganizowanym przez partyjną młodzieżówkę odbył stosunek seksualny z piętnastoletnią działaczką tej organizacji.
W 2014 został wybrany do Europarlamentu VIII kadencji. W 2019 z powodzeniem ubiegał się o reelekcję.
27 czerwca 2019 został powołany na stanowisko ministra spraw zagranicznych w gabinecie Mette Frederiksen. W związku z tym złożył mandat w PE VIII kadencji i nie przystąpił do wykonywania obowiązków poselskich w PE IX kadencji (jego mandat wygasł w dniu jej rozpoczęcia 2 lipca 2019). Urząd ministra sprawował do 15 grudnia 2022.

## Odznaczenia
- Order „Za zasługi” I klasy (Ukraina, 2022)[7]